# Сондерс, Бен (исследователь)
Бенджамин «Бен» Джон Сондерс (англ. Benjamin John Saunders; род. 5 августа 1977, Плимут, Англия) — британский полярный исследователь, атлет, оратор-мотиватор.
Из его достижений наиболее известен одиночный лыжный поход к Северному полюсу в 2004 году и его «живые» репортажи из экспедиций в блогах. Он стал третьим в истории и самым молодым полярником, кому удалось в одиночку за счёт собственных сил достигнуть Северного полюса.
Сондерс предпринял три попытки достичь полюса в возрасте 23—26 лет, пройдя в общей сложности 1200 миль (2000 км) в высоких широтах Арктики. Ему принадлежит британский рекорд самого протяжённого одиночного арктического путешествия длиной 1032.3 километров.
«Я — исследователь пределов: географических, физических, умственных. Это чистое человеческое устремление, и это способ, каким я могу вдохновить других на исследование собственного потенциала».

## Биография
Старший из двух детей в семье, Бен рос в Девоне и Кенте, учился в Королевской военной академии в Сандхёрсте и работал инструктором в школе приключений Джона Риджвея.
Является почётным вице-президентом Географической Ассоциации, послом благотворительного фонда Prince’s Trust, патроном Исследовательского Общества Британских школ (BSES) и поддерживает Премию герцога Эдинбургского для поощрения талантливой молодёжи и благотворительный фонд борьбы с раком Orchid Cancer Appeal.
Бен участвовал в написании ряда книг, включая Worldchanging: A User’s Guide for the 21st Century и The Middle of Nowhere издательства Lonely Planet. Он выступал на конференции TED в 2005, 2012 и 2014 годах. Проживает в Лондоне.
Бен Сондерс, Выступление на TED Talks в 2005 году:

У меня есть школьная характеристика. Мне тогда было 13 лет, и она висит у меня дома над столом в рамке. Там написано: «У Бена недостаточная мотивация, чтобы достичь чего-либо стоящего».
Оригинальный текст (англ.)I have a school report. I was 13 years old, and it's framed above my desk at home. It says, "Ben lacks sufficient impetus to achieve anything worthwhile."

## Экспедиции

### Северный полюс 2001
Бен впервые предпринял попытку достичь полюса в 2001 в возрасте 23 лет в составе автономной экспедиции из двух человек под руководством Пена Хадоу. Она стартовала с мыса Арктического в Сибири. Паре не удалось достичь полюса, но они достигли примерно 87° северной широты после 59 дней в Северном Ледовитом океане.

### Северный полюс 2003
В апреле 2003 года Сондерс совершил 240 километровый одиночный поход к Северному полюсу и обратно от российской полярной станции Барнео.

### Северный полюс 2004 (Трансарктическая экспедиция Serco)
Весной 2004 года он отправился в одиночное автономное пешее путешествие через Северный Ледовитый океан от мыса Арктический, Россия, до острова Уорд-Хант, Канада, через Северный полюс. Вертолёт Ми-8 высадил Бена в стартовой точке N 81’47.6 E 095’49.2 5 марта 2004 года. Он успешно достиг полюса 11 мая 2004 и его подобрал 14 мая в точке N 89’30.2 W 088’11.1 (в канадской зоне арктики) самолёт на лыжах Twin Otter авиакомпании Kenn Borek Air.

### Северный полюс 2008 (попытка установить рекорд скорости)
27 марта 2008 года Бен вышел с острова Уорд-Хант, Канада, к полюсу в попытке установить мировой рекорд. Нынешний рекорд, 36 дней 22 часа, был установлен в 2005 году командой под руководством канадца Мэтти МакНейра с использованием собачьих саней и сбрасываемой с воздуха еды. Сондерс же, в отличие от них, вышел один, без поддержки и пешком, но вынужден был сойти через 8 дней, 4 апреля, из-за сломавшегося лыжного крепления. Бен достиг точки N.83.57.686 W. 074.12.566.

### «Экспедиция Скотта» 2013—2014
Бен Сондерс и его товарищ Тарка Л'Эрпиньер предприняли автономную экспедицию в Антарктиде, пытаясь повторить и успешно завершить маршрут трагически погибшей экспедиции Роберта Скотта 1911—1912 годов «Терра Нова» от полуострова Хат-Пойнт на острове Росса к Южному полюсу и обратно. Дистанция в 1800 миль (2900 км) планировалось пройти за 4 месяца и сделать самой длинной автономной полярной экспедицией в истории человечества. Роберт Свон (кавалер OBE) и Фалькон Скотт (внук капитана Скотта) стали меценатами экспедиции. Сондерс и Тарка Л'Эрпиньер вышли с острова Росс 26 октября 2013 года, достигли южного полюса 26 декабря и вернулись 7 февраля 2014 года. При возвращении воспользовались снабжением по воздуху (чего, очевидно, не могла сделать экспедиция «Терра Нова»). Ознакомиться с ходом событий можно на официальном сайте путешествия.

## Диспут о Северном полюсе
Заявка Сондерса о достижении в одиночку Северного полюса оспаривается сайтом ExplorersWeb, который ведут путешественники-конкуренты Томас и Тина Сьёгрен. По их мнению, в зачёт должны идти только путешествия, которые начинаются на земле. Сондерс же в 2004 году стартовал в 70 километрах от мыса Арктического: полоса в 50 километров чистой воды у берега сделала невозможным старт с побережья. Эти 70 километров в итоге сократили общую дистанцию на 5%. Вследствие этого, в базе данных сайта ExplorersWeb эта экспедиция обозначена как «частично удавшаяся».
В 2004 году австралийский путешественник Эрик Филлипс осудил подобную категоричность, предположив, что именно она стала причиной гибели финской путешественницы Доминик Ардуин, погибшей в марте 2004 года вблизи мыса Арктического: «Не могу избавиться от мысли, что трагедия явилась результатом давления, оказываемого на автономных путешественников. Повторяю: ExplorersWeb и прочие чрезмерно давят на наше сообщество, подразделяя экспедиции согласно их завершённости».